# لياندرو أريستيغياتا
لياندرو أريستيغياتا (1923-2012) (بالإنجليزية: Leandro Aristeguieta)‏ هو عالم نبات فنزويلي.